# 三井住友海上しらかわホール
三井住友海上しらかわホール（みついすみともかいじょうしらかわホール）は、愛知県名古屋市中区にあったコンサートホール。2024年（令和6年）2月29日で閉館した。

## 歴史
1994年（平成6年）に住友海上創立100周年を記念し、伏見にコンサートホールを完成させた。当初は単にしらかわホールの名称であった。以来、名古屋市を代表する中規模コンサートホールとして、内外の一流演奏家による公演をはじめ、プロ・アマチュアなど幅広いコンサートが行われている。
2009年（平成21年）開館15周年を迎えるにあたり、4月1日にホール名称を「三井住友海上しらかわホール」と変更した。
しかし、完成から30年の経過で経営状況や維持費などの事情を考慮した結果、2024年（令和6年）2月で閉館が決定した。

## 施設
- 客席数700席[1]
  - 1階席 428席（可動席及び車いすスペース7席分を含む）[1]
  - 2階席 272席[1]
- 舞台 - 間口14.9m、奥行9.0m、天井高14.0m[1]